# چشمان لورا مارس
چشمان لورا مارس (به انگلیسی: Eyes of Laura Mars) فیلمی محصول سال ۱۹۷۸ و به کارگردانی اروین کرشنر است. در این فیلم بازیگرانی همچون فی داناوی، تامی لی جونز، براد دوریف، رنی اوبرژنوا، رائول خولیا، دارلن فلوگل، مگ ماندی و جان ساهاک ایفای نقش کرده‌اند.